# Helpis kenilworthi
Helpis kenilworthi là một loài nhện trong họ Salticidae.
Loài này thuộc chi Helpis. Helpis kenilworthi được Marek Żabka miêu tả năm 2002.